# ДОТ № 512 (КиУР)

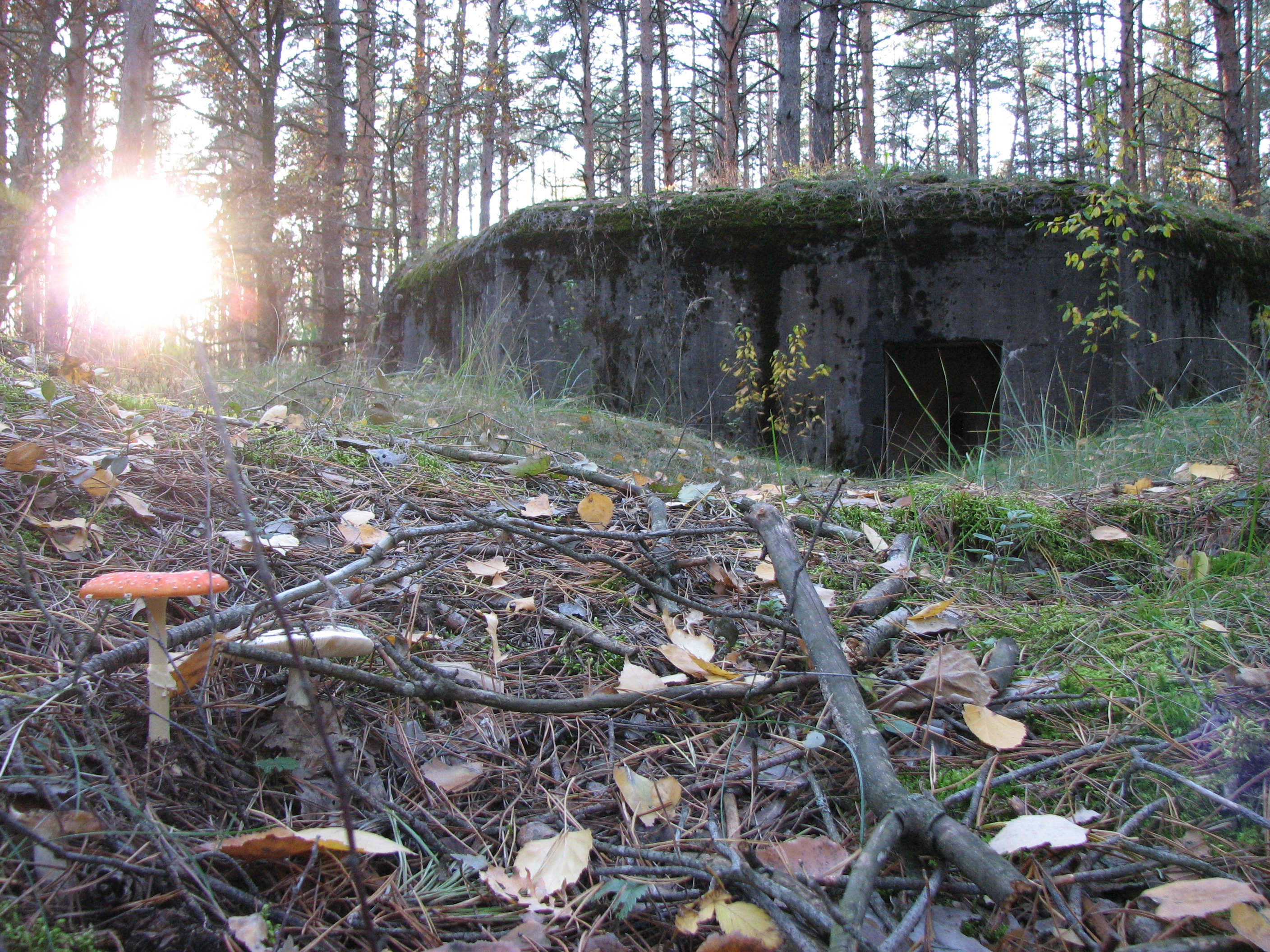
ДОТ № 512

50°35′51.90″ пн. ш. 30°17′59.09″ сх. д. / 50.5977500° пн. ш. 30.2997472° сх. д.
ДОТ № 512 — довготривала оборонна точка, що входила до складу першої лінії оборони київського укріпленого району. Оборонна точка розташована в лісі неподалік села Мощун.

## Історія

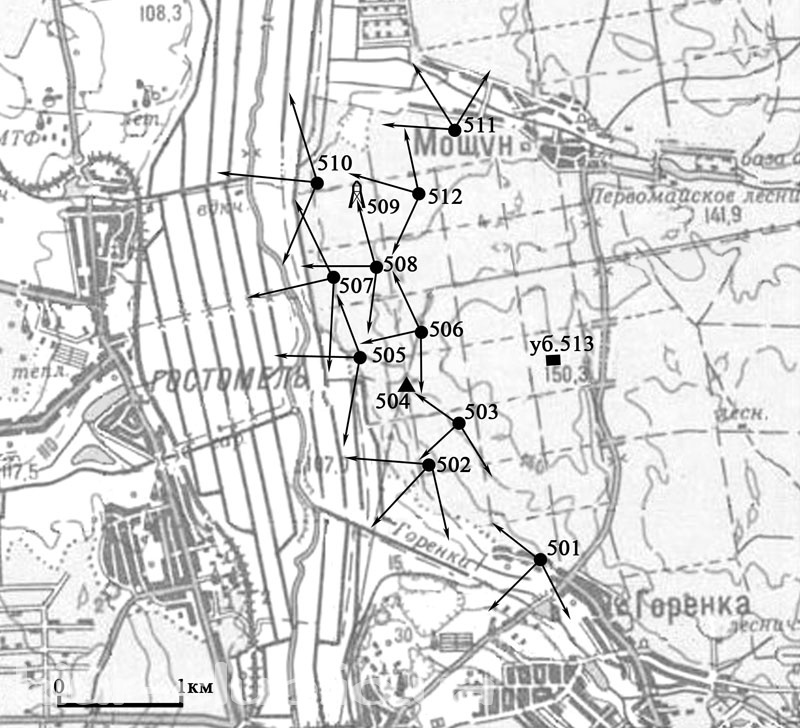
ДОТ № 512 у системі оборони 13-го БРО КиУР

Споруда практично однотипна ДОТ № 503, має 1 поверх та 3 кулеметних амбразури, відноситься до оборонних споруд типу «М2». Тобто ДОТ міг витримати 1 влучання 152-мм гаубиці. ДОТ побудували у 1931 році у глибині оборони для підтримки оборонних споруд на передньому краї (як наприклад ДОТ № 502). Організаційно ДОТ № 512 входив до складу 13-го батальйонного району оборони (БРО) КиУРа, що прикривав район сіл Горенка — Мощун. Взагалі у порівнянні з 1-м батальйонним районом оборони, де оборонні споруди часто були віддалені одна від одної та не прикривали одна одну вогнем (див. ДОТ № 481, ДОТ № 487), споруди 13-й БРО були щільно розташовані на місцевості та повністю контролювали своїми кулеметами дану ділянку оборони.
З початком Німецько-радянської війни гарнізон самої оборонної точки складався з бійців 161-го окремого кулеметного батальйону КиУР. До 24-25 серпня 1941 року споруда знаходилася у тилу радянських військ, фронт пролягав західніше. Під час другого штурму КиУР, що розпочався 16 вересня 1941 року, ДОТ № 512 не мав бойового контакту із супротивником. Вдень 18 вересня війська 37-ї армії Південно-Західного фронту розпочали за наказом відхід з КиУРа та міста Київ. Гарнізони ДОТ КиУР належали до останніх, хто відходив на лівий берег Дніпра, серед них був і гарнізон оборонної точки № 512. Вдень 19 вересня передові загони 71-ї піхотної дивізії німців зайняли територію 13-го БРО без бою, затримуючи лише дезертирів-червоноармійців та перебіжчиків.

## Сьогодення
ДОТ має деякі пошкодження, знаходиться у задовільному стані.

## Галерея

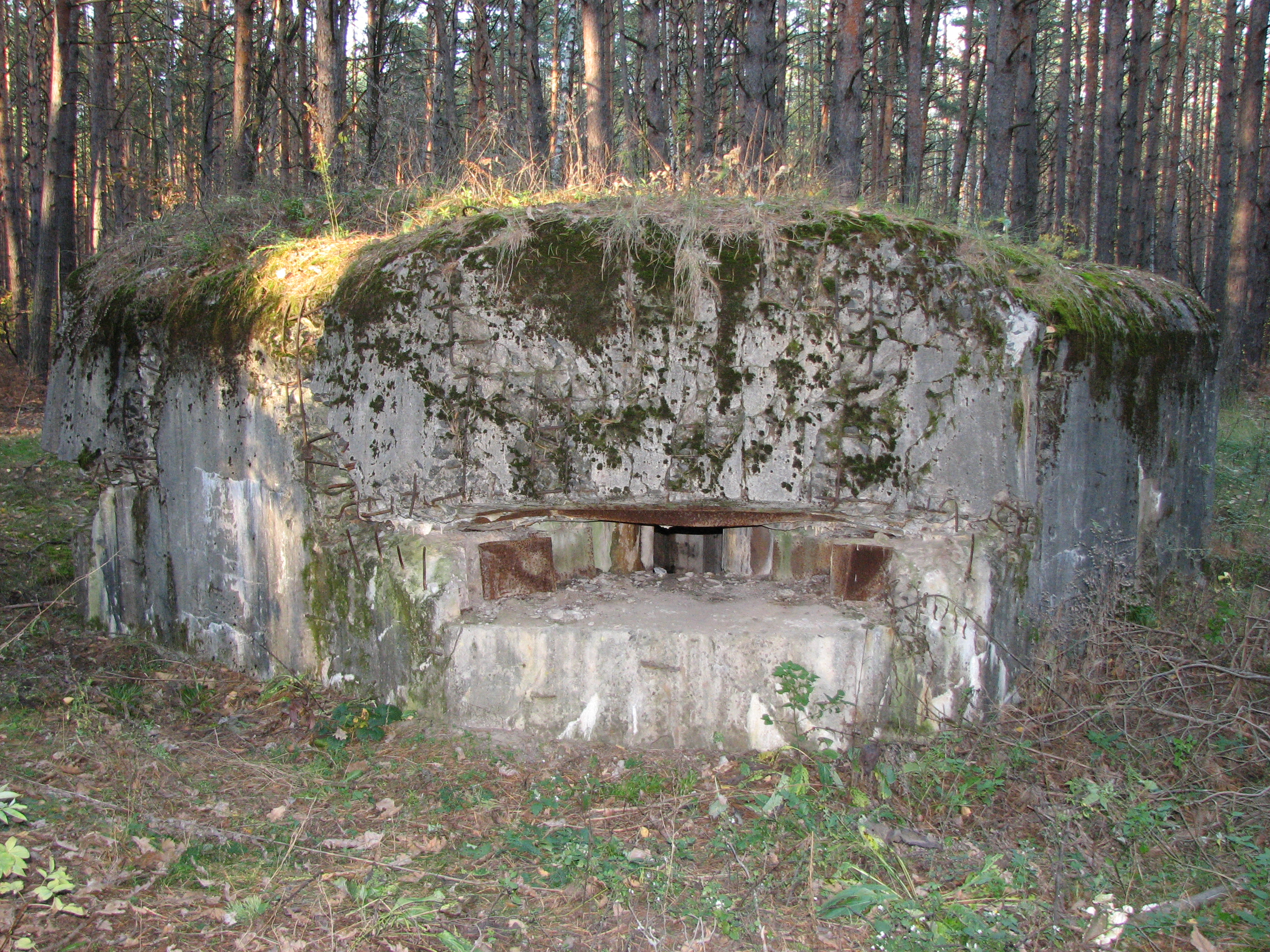
Пошкодження ДОТ.
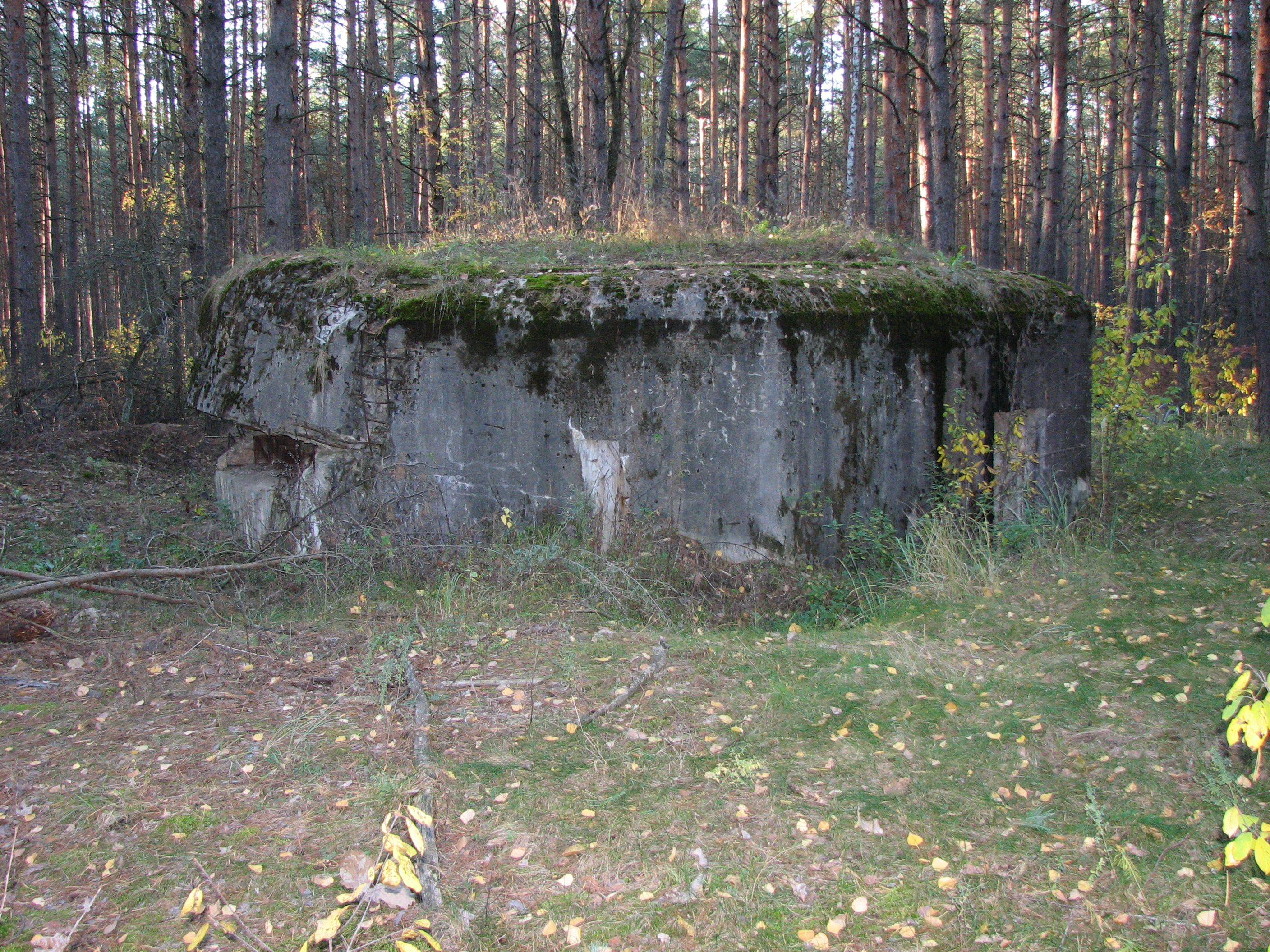
Вид з боку.
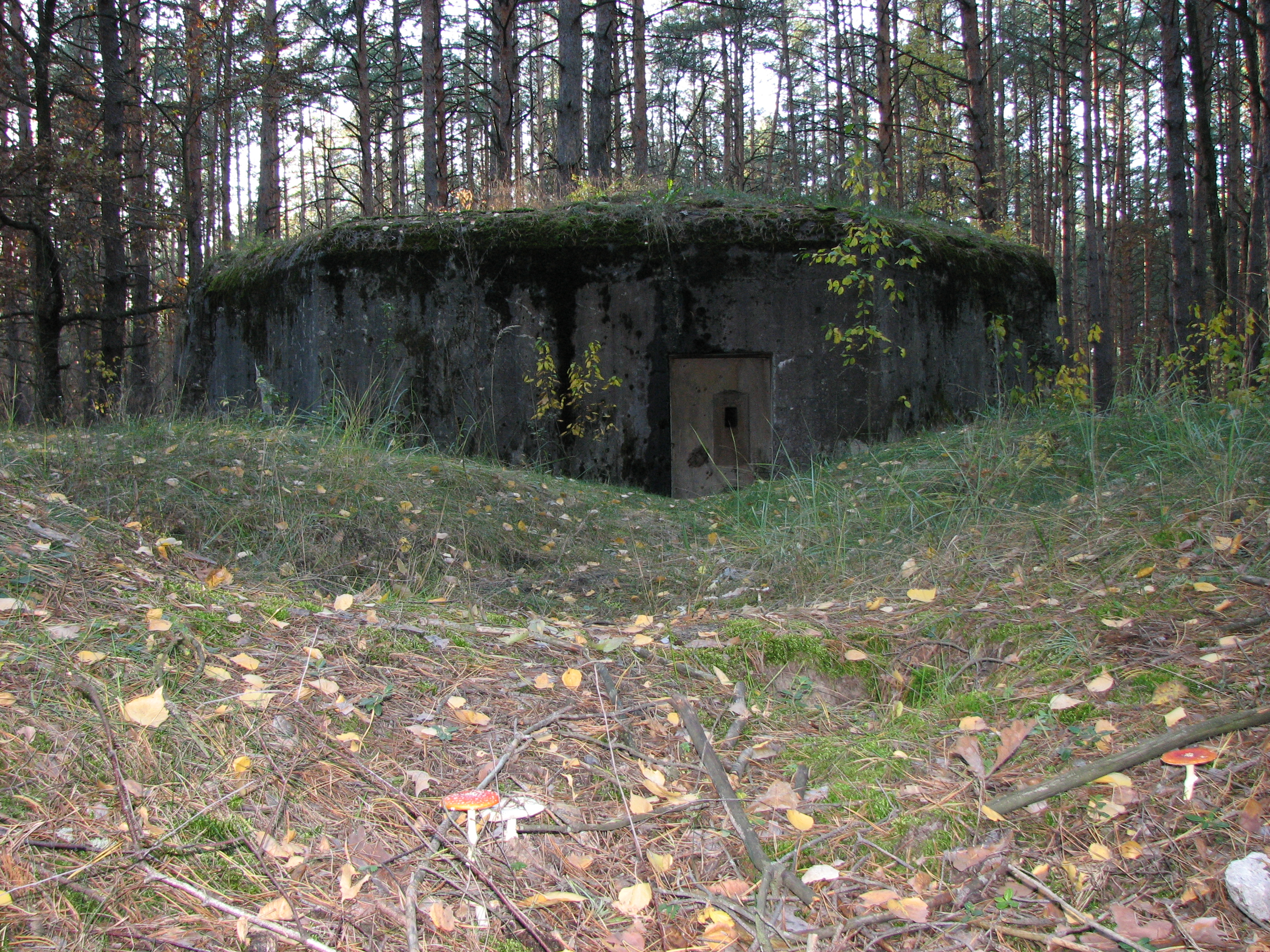
Вспоміжна амбразура для ручного кулемета для захисту входу.